# Ptychodesthes schenklingi
Ptychodesthes schenklingi är en skalbaggsart som beskrevs av Moser 1917. Ptychodesthes schenklingi ingår i släktet Ptychodesthes och familjen Cetoniidae. Inga underarter finns listade i Catalogue of Life.